# Bedřich Fritta

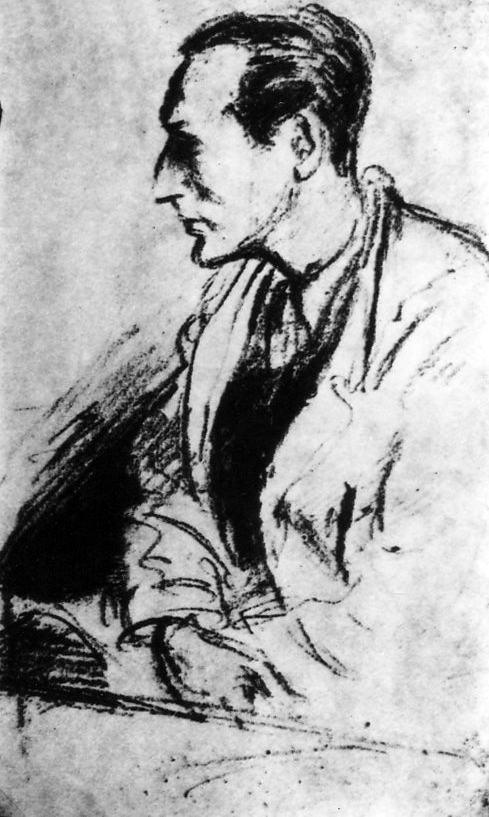
Bedřich Fritta (Porträt von Peter Kien, Theresienstadt)

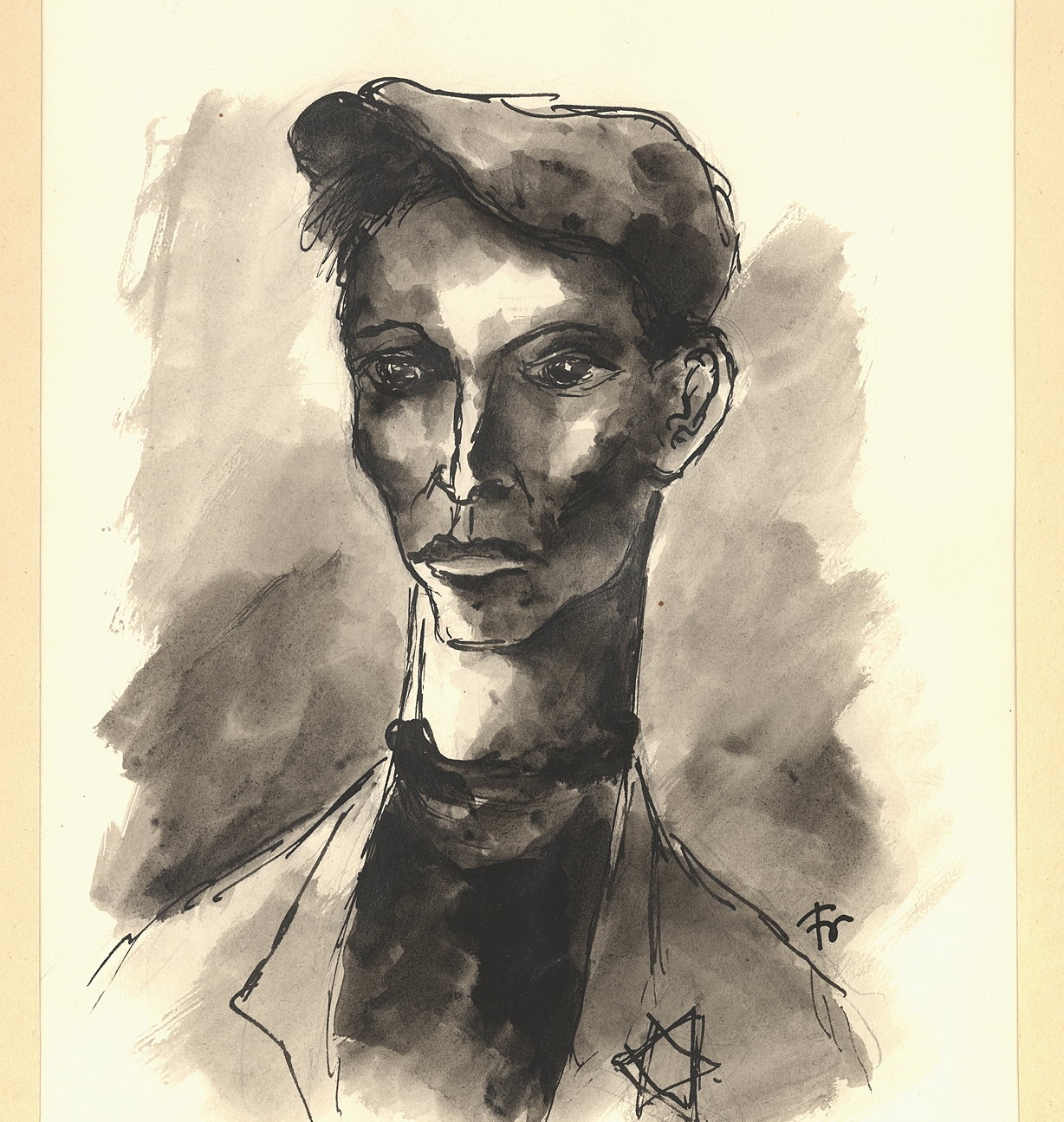
Federzeichnung eines jüdischen Arbeiters in Theresienstadt, die Bedřich Fritta zugeschrieben wird, Theresienstadt, 1942. In der Sammlung des Jüdischen Museums der Schweiz.

Bedřich Fritta, auch Friedrich Taussig (* 19. September 1906 in Böhmisch Weigsdorf. Österreich-Ungarn; † 8. November 1944 in Auschwitz-Birkenau) war ein tschechisch-jüdischer Grafiker und Karikaturist. Er sammelte die Gruppe der Maler von Theresienstadt um sich.

## Leben
Bedřich Fritta wurde 1906 in Böhmisch Weigsdorf geboren. Vor dem Krieg arbeitete Fritta unter dem Namen Fritz Taussig als Zeichner, Werbegraphiker und Karikaturist in Prag. In den 1930er Jahren widmete er sich der politischen Karikatur und lieferte Beiträge für die in Prag erscheinende satirische Zeitschrift Simplicus.

## Ghetto Theresienstadt
Anfang Dezember 1941 wurde er mit dem Transport „J“ ins Ghetto Theresienstadt deportiert. Die Männer aus diesem Transport wurden Teil des Aufbaukommandos (Bau-Bataillon). Er wurde von der NS-Kommandantur im Ghetto mit der Leitung des Zeichensaales der Technischen Kanzlei betraut. Es gelang ihm, noch bis zu 25 Künstler in dieser Kanzlei zu versammeln. Sie mussten dort Baupläne und Propagandamaterial herstellen. Die Künstler sollten im Auftrag der Nazis zur „Verschönerung“ des Lagers beitragen. Hier sollte die Weltöffentlichkeit, insbesondere das Internationale Rote Kreuz, über das wahre Schicksal der dort inhaftierten Juden getäuscht werden. Gemeinsam schufen sie aber auch unzählige illegale Werke über den unmenschlichen Lageralltag in Theresienstadt.

### Affäre der Maler von Theresienstadt
Es gelang den Malern, die im Zeichensaal tätig waren, einige Zeichnungen ins Ausland schmuggeln zu lassen. Diese Grafiken widersprachen extrem dem Außenbild, das die NS-Führung über das Ghetto Theresienstadt aufzubauen versucht hatte.
Am Abend des 16. Juli 1944 teilte der stellvertretende „Judenälteste“ Otto Zucker den Malern Bloch, Fritta, Haas und Ungar warnend mit, dass sie sich am anderen Morgen in der SS-Kommandantur zu melden hätten. Es stand für die vier außer Zweifel, dass ihre Zeichnungen der Anlass für die Vorladung waren. Sie handelten sofort und versteckten viele ihrer Zeichnungen. Bedřich Fritta vergrub seine Werke, darunter das Bilderbuch Für Tommy zum dritten Geburtstag in Theresienstadt 22.1.1944 zum dritten Geburtstag seines Sohnes Tomáš im Hof. Die anderen drei Mithäftlinge mauerten ihre Zeichnungen ein.
Am 17. Juli 1944 wurde Bedřich Fritta zusammen mit den drei anderen wegen der Verbreitung von „Greuelpropaganda“ verhaftet, von den SS-Offizieren und von Adolf Eichmann verhört und in das Gestapogefängnis Kleine Festung überführt. Seine Frau und sein dreijähriger Sohn Tomáš wurden ebenfalls in der Kleinen Festung eingekerkert, wo seine Frau später starb. Tomáš überlebte und wurde 1945 von Leo Haas und seiner Frau Erna adoptiert. David Haas, der Sohn von Tomáš – Enkel Bedřich Frittas –, leistet heute Erinnerungsarbeit.

### Auschwitz-Birkenau
Nach drei Monaten in den Zellen der Kleinen Festung wurde Bedřich Fritta zusammen mit Leo Haas am 26. Oktober 1944 ins KZ Auschwitz-Birkenau deportiert, wo er bald nach seiner Ankunft am 8. November 1944 ermordet wurde.

## Einige Künstler der Malergruppe um Bedřich Fritta im Ghetto
- Leo Haas
- Ferdinand Bloch
- Otto Ungar
- Charlotte Buresovä[5]
- Dinah Gottliebová
- Karel Fleischmann

## Film
- Angelika Kettelhack: Das ist kein Märchen, das ist die Wahrheit. 1988, Dokumentarfilm über den Sohn Thomas Fritta-Haas